# Узбекистан на літніх Олімпійських іграх 2000
Узбекистан на літніх Олімпійських іграх 2000 представили 70 спортсменів, з них 18 жінок, у дванадцяти видах спорту.

## Нагороди
| Золото |                         |                             |            |
| №      | Спортсмени              | Вид спорту (дисципліна)     | Дата       |
| 1      | Мухаммадкадир Абдуллаєв | Бокс (до 63.5 кг)           | 1 жовтня   |
| Срібло |                         |                             |            |
| №      | Спортсмени              | Вид спорту (дисципліна)     | Дата       |
| 1      | Артур Таймазов          | Вільна боротьба (до 130 кг) | 1 жовтня   |
| Бронза |                         |                             |            |
| №      | Спортсмени              | Вид спорту (дисципліна)     | Дата       |
| 1      | Сергій Михайлов         | Бокс (до 81 кг)             | 29 вересня |
| 2      | Рустам Саїдов           | Бокс (понад 91 кг)          | 29 вересня |

## Склад олімпійської команди Узбекистану

### Бокс
Спортсменів — 10
- До 63,5 кг. Мухаммадкадир Абдулаєв Підсумок —  золота медаль.
- До 81 кг. Сергій Михайлов Підсумок —  бронзова медаль.
- Понад 91 кг. Рустам Саїдов Підсумок —  бронзова медаль.
- До 48 кг. Ділшод Юлдашев
- До 54 кг. Алішер Рахімов
- До 57 кг. Тулкунбай Тургунов
- До 67 кг. Шерзод Хусанов
- До 71 кг. Ділшод Ярбеков
- До 75 кг. Уткірбек Хайдаров
- До 91 кг. Руслан Чагаєв